# Pro bono
Pro bono este prescurtarea expresiei latinești Pro bono publico, în traducere pentru binele public. Ea se referă la asumarea unei activități realizată în interesul public (în interesul comunității; pentru binele care ne privește pe toți) fără recompensă financiară. De obicei, termenul se folosește referitor la asemenea practici efectuate de avocați (care reprezintă, cu titlu gratuit, în instanțe persoane care nu și-ar permite aceste servicii, în interesul promovării dreptății) sau de medici (care oferă asistență medicală gratuită persoanelor care nu și-o pot permite, în scop umanitar).